# 9 Lacertae
9 Lacertae (9 Lac / HD 214454 / HR 8613) es una estrella en la constelación de Lacerta de magnitud aparente +4,65.
Está situada a 172 años luz de distancia del sistema solar.
9 Lacertae es una subgigante blanca de tipo espectral A8IV.
Su estatus de subgigante implica que ha terminado la fusión del hidrógeno en su núcleo, siendo sus características similares a las de Asellus Tertius A (κ Bootis), α Pictoris o β Pavonis.
Tiene una temperatura efectiva de 7261 K y una luminosidad 31 veces superior a la del Sol.
Con un diámetro 2,1 veces más grande que el diámetro solar,
rota a gran velocidad, siendo su velocidad de rotación proyectada de 105 km/s; su verdadera velocidad de rotación es igual o mayor que este valor, en función de la inclinación que tenga su eje de rotación respecto al observador terrestre.
9 Lacertae presenta una metalicidad —abundancia relativa de elementos más pesados que el helio— inferior a la del Sol ([Fe/H] = -0,20).
Frente a algunos elementos como oxígeno, magnesio, aluminio y vanadio, cuya abundancia relativa es comparable a la solar, otros presentan abundancias que claramente difieren de los valores solares.
Neodimio, zinc y sobre todo cobalto —11 veces más abundante que en el Sol— muestran valores muy por encima de los solares; en el otro extremo, níquel, estroncio y zirconio son deficitarios respecto a nuestra estrella.